# Fasadbelysning
Fasadbelysning är belysning som lyser upp en fasad.
Fasadbelysning har flera syften. Det kan vara ett sätt att exponera signaturbyggnader, konstverk och kända byggnader i konstnärligt syfte, som att framhävda de arkitektoniska och historiskt värdefulla detaljerna i en fasad. 
Fasadbelysning som lyser uppåt bidrar till ljusförorening.
Fasadbelysning kan genomföras med olika tekniker, däribland lysdiodsmoduler.

## Bilder

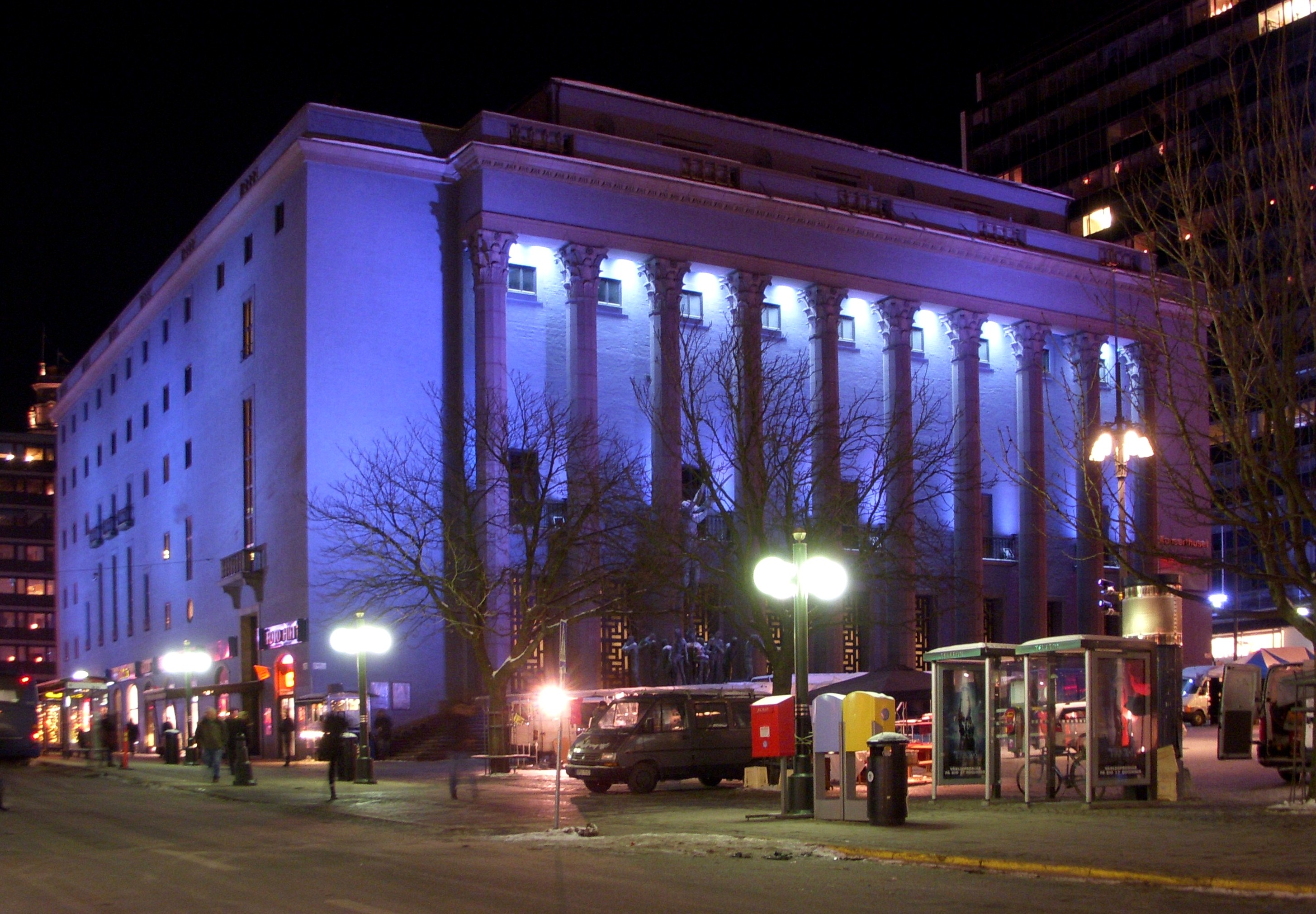
Konserthuset, Stockholm med fasadbelysning i samband med Nobelfestligheterna.
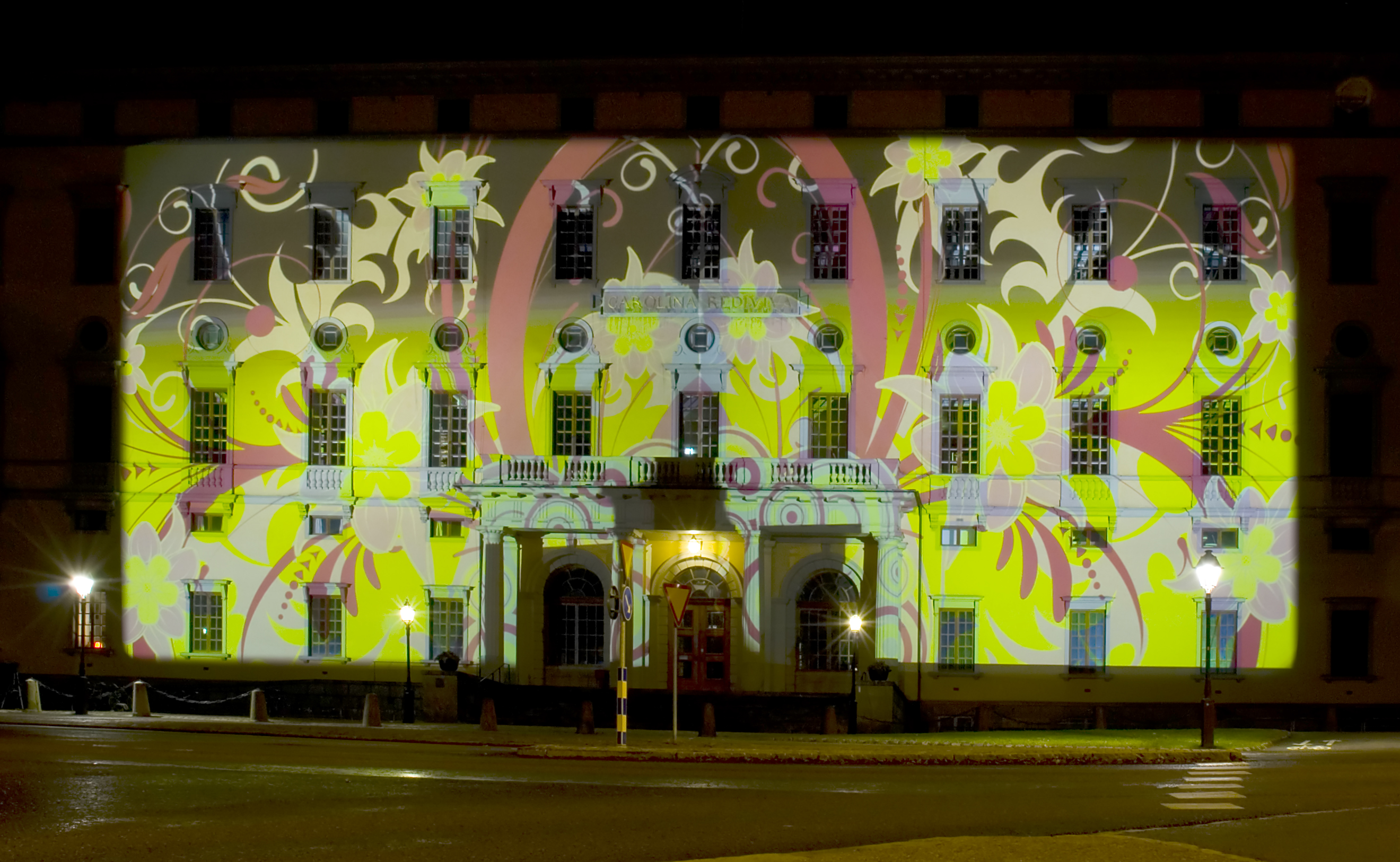
Carolina Rediviva under Allt ljus på Uppsala.
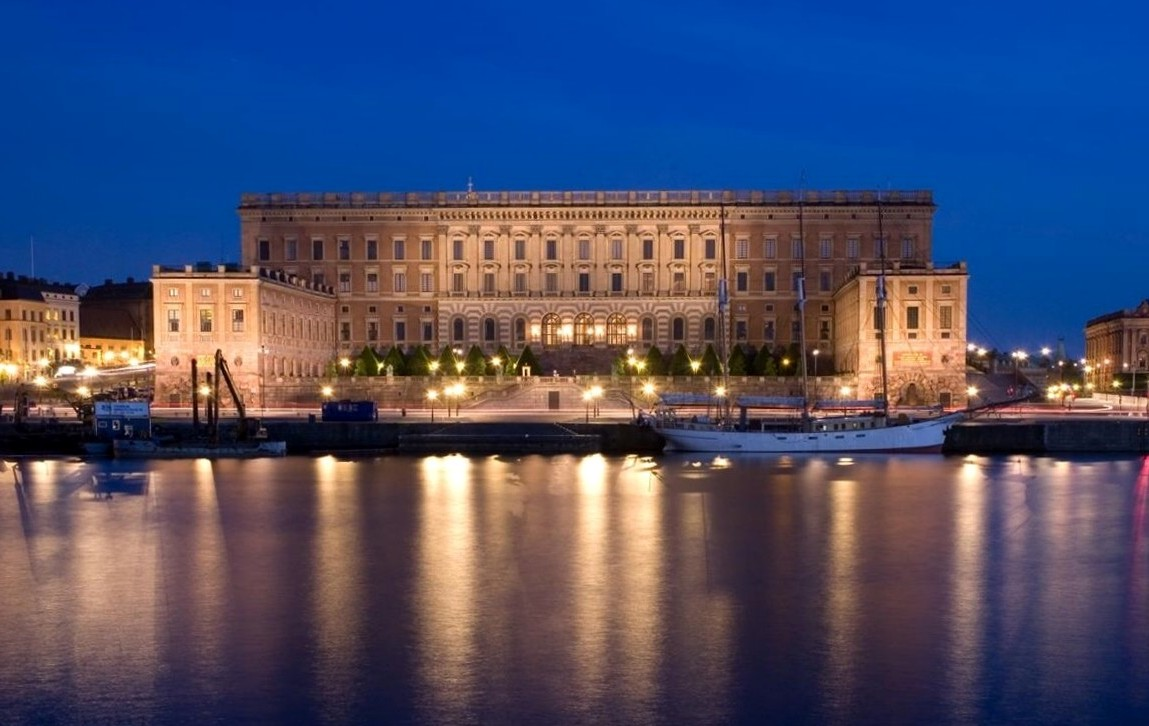
Stockholms slotts nya fasadbelysning
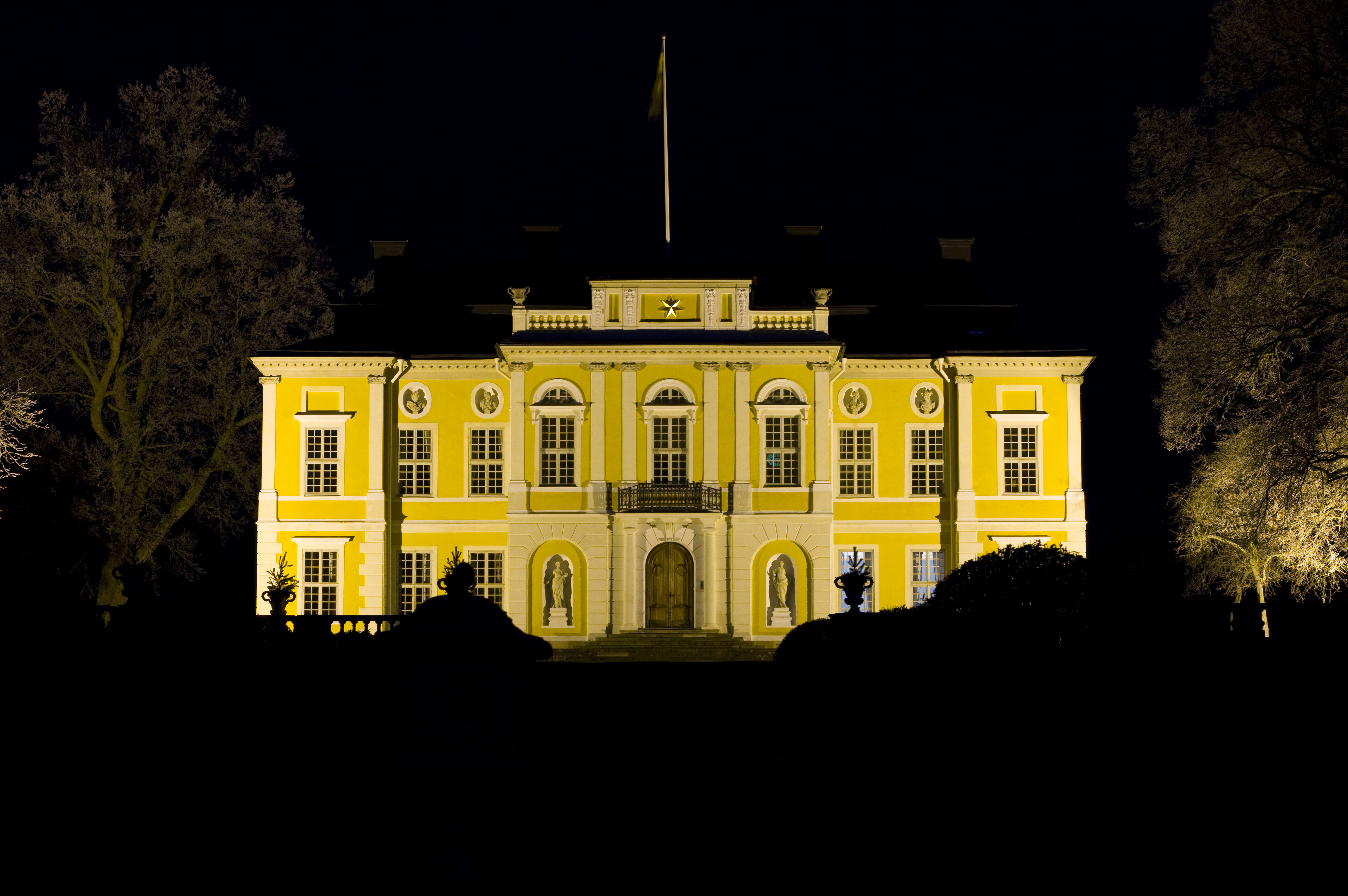
Steninge slott med fasadbelysning